# Cuzance
Cuzance ist eine südfranzösische Gemeinde mit 655 Einwohnern (Stand 1. Januar 2022) im Département Lot in der Region Okzitanien. Die Gemeinde besteht aus mehreren Weilern (darunter auch der Ortsteil Rignac) und Einzelgehöften.

## Lage
Cuzance liegt im Norden des Quercy und des Départements Lot. Bis zur Kantonshauptstadt Martel sind es etwa acht Kilometer (Fahrtstrecke) in südöstlicher Richtung. Der mittelalterliche Pilgerort Rocamadour befindet sich knapp 30 Kilometer südlich; die sehenswerte Abteikirche von Souillac liegt nur etwa 13 Kilometer südwestlich.

## Bevölkerungsentwicklung
| Jahr      | 1962 | 1968 | 1975 | 1982 | 1990 | 1999 | 2006 | 2018 |
| Einwohner | 415  | 417  | 377  | 392  | 375  | 372  | 418  | 620  |

Im 19. Jahrhundert hatte Cuzance zeitweise mehr als 1200 Einwohner; zu Beginn des 20. Jahrhunderts waren es noch etwa 900. Die Mechanisierung der Landwirtschaft und der daraus resultierende Verlust von Arbeitsplätzen sorgten in der Vergangenheit für einen kontinuierlichen Bevölkerungsrückgang bis zum Tiefpunkt in den 1990er Jahren.

## Wirtschaft
Cuzance war und ist noch immer in hohem Maße landwirtschaftlich geprägt, wobei auch die Viehzucht (Rinder, Schweine, Geflügel) eine wichtige Rolle spielt. Im Herbst spielen traditionell auch Trüffel, Nüsse, Esskastanien und Obst (Äpfel, Feigen etc.) eine wichtige Rolle bei der Versorgung der Menschen mit Nahrungsmitteln. Seit den 1960er Jahren trägt auch der Tourismus in Form der Vermietung von Ferienhäusern und -wohnungen (gîtes) zu den Einnahmen des Ortes bei.

## Geschichte
Der Ortsteil Rignac gehörte ehemals zu einem Priorat der Abtei von Souillac.

## Sehenswürdigkeiten
- Die romanische Kirche Saint-Victor im Ortsteil Rignac mit ihrem oktogonalen Vierungsturm stammt aus dem 12. Jahrhundert und war eine Prioratskirche. Die Südseite des Kirchenschiffs und der Vierungsbereich wurden im 15. oder 16. Jahrhundert durch Kapellenanbauten erweitert. Im 17. oder 18. Jahrhundert erhielt die Westseite der Kirche einen schmucklosen quergelagerten Glockenturm. Das mit einer hölzernen Flachdecke geschlossene Kirchenschiff enthält mehrere romanische Kapitelle – darunter eines mit der Darstellung zweier fischschwänziger Sirenen. Die Vierung ist von einer einfach gestalteten Kuppel gedeckt, deren Mitte von einem Oculus in Form eines Vierpasses gebildet wird. Chorjoch und Apsis sind tonnen- bzw. rippengewölbt. Die Kirche ist seit 1959 als Monument historique anerkannt.[1]